# Ligue des champions de l'UEFA 2020-2021
Navigation
Édition 2019-2020 Édition 2021-2022
La Ligue des champions 2020-2021 est la 66e édition de la coupe d'Europe des clubs champions. Elle oppose 79 des meilleurs clubs européens qui se sont illustrés dans leurs championnats respectifs la saison précédente.
La phase de poule voit une nouvelle élimination de l'Inter Milan. Manchester United ne passe pas le groupe de la mort en compagnie du Paris Saint Germain et le RB Leipzig. Les huitièmes de finales sont marqués par l'élimination de la Juventus contre Porto et la qualification de Paris contre le Fc Barcelone. En quarts de finale, Paris prend sa revanche sur le Bayern, le Réal sort Liverpool,   Manchester City sort le Borussia Dortmund et Chelsea élimine le Fc Porto.
Dans le dernier carré, Paris et le Réal Madrid butent sur City et Chelsea. 
La finale a lieu le 29 mai 2021. Initialement prévue au Stade olympique Atatürk à Istanbul, celle-ci est délocalisée au Stade du Dragon de Porto dont la capacité permettait une jauge de supporters plus importante, et qui pouvait accueillir sans problématique sanitaire les deux clubs anglais finalistes, Manchester City et Chelsea. Le club londonien l'emporte 1 à 0.
Le vainqueur de la Ligue des champions dispute ensuite la Supercoupe de l'UEFA 2021, la Coupe du monde des clubs de la FIFA 2021 et est directement qualifié pour la phase de groupes de la Ligue des champions suivante.

## Désignation de la ville organisatrice de la finale
Une procédure de candidature est mise en place par l'UEFA pour l'obtention de la finale 2020-2021.
Les deux pays ayant déclaré leur intérêt avant le 26 octobre 2018 confirment leur candidature avant la date limite du 15 février 2019.
| Association | Stade            | Ville             | Capacité |
| ----------- | ---------------- | ----------------- | -------- |
| Allemagne   | Allianz Arena    | Munich            | 75 025   |
| Russie      | Stade Krestovski | Saint-Pétersbourg | 68 134   |

Le 24 septembre 2019, le comité exécutif de l'UEFA annonce que les finales des éditions 2021, 2022 et 2023 auraient lieu respectivement au stade Krestovski (Saint-Pétersbourg, Russie), à l'Allianz Arena (Munich, Allemagne) et au stade de Wembley (Londres, Angleterre).
Le 17 juin 2020, alors que la pandémie de Covid-19 frappe l'Europe, le comité exécutif de l'UEFA annonce que la finale 2020 sera disputée à Lisbonne, et que les quatre sites des finales suivantes ont accepté de repousser d'un an leurs engagements. En conséquence la finale 2021 est délocalisée au Stade olympique Atatürk d'Istanbul.
La Turquie ayant été placée sous liste rouge par le Royaume-Uni en raison de l'évolution de la situation sanitaire et compte tenu que la finale oppose deux clubs anglais, il est décidé le 13 mai 2021 de délocaliser la finale au stade du Dragon de Porto.

## Participants
Soixante-dix-neuf équipes provenant de 54 associations membres de l'UEFA participeront à la Ligue des champions 2020‑2021.
La liste d'accès est modifiée dans le cadre de l'évolution des compétitions interclubs de l’UEFA pour le cycle 2018-2021.
D'après les coefficients UEFA des pays 2018-2019, une liste définit d’abord le nombre de clubs qu’une association a droit d’envoyer.
- Le vainqueur de la Ligue des champions de l'UEFA 2019-2020 est qualifié d'office ;
- Le vainqueur de la Ligue Europa 2019-2020 est qualifié d'office ;
- Les associations aux places 1 à 4 envoient les quatre meilleurs clubs de leur championnat ;
- Les associations aux places 5 à 6 envoient les trois meilleurs clubs de leur championnat ;
- Les associations aux places 7 à 15 envoient les deux meilleurs clubs de leur championnat ;
- Les associations aux places 16 à 55, envoient le meilleur club de leur championnat (excepté le Liechtenstein qui n'a pas de championnat).

Dans un second temps, le rang en championnat détermine le tour d’arrivée.
D'autre part :
- Si le tenant du titre de la Ligue des champions de l'UEFA 2019-2020 est déjà qualifié pour la phase de groupes via son championnat, le champion de la 11e association (Pays-Bas) se qualifie directement pour la phase de groupes, les associations suivantes avancent d'une place, et la voie des champions est rééquilibrée en conséquence, la priorité étant donnée au club de l'association la mieux classée dans le tour correspondant de la liste d'accès.
- Si le tenant du titre de la Ligue Europa 2019-2020 est déjà qualifié pour la phase de groupes via son championnat, le troisième du championnat de la cinquième association (France), se qualifie directement pour la phase de groupes, et la voie de la ligue est rééquilibrée en conséquence, la priorité étant donnée au club de l'association la mieux classée dans le tour correspondant de la liste d'accès.
- Si les tenants du titre de la Ligue des Champions et / ou de la Ligue Europa se qualifient pour les tours préliminaires via leur championnat, leur place est libérée et les équipes des associations les mieux classées dans les tours précédents seront promues en conséquence.
- Une association peut avoir un maximum de cinq équipes dans la phase de groupes.

Néanmoins, en raison de la pandémie de Covid-19, les tirages de cette saison se déroulent alors que les compétitions européennes 2019-2020 sont toujours en cours ; de ce fait, la vacance des places des tenants du titre n'est pas forcément connue lors des tirages. Le règlement est modifié en conséquence : « L’UEFA se réserve le droit d’adapter le rééquilibrage (...) si la saison 2019/20 de l’UEFA Champions League et de l’UEFA Europa League n'est pas terminée avant le début de la compétition. L'adaptation du rééquilibrage garantira l'absence de répercussions sur les tours de la phase de qualification qui auront déjà fait l'objet d’un tirage au sort ou qui auront déjà été disputés quand le tenant du titre sera connu. ».
|     | Espagne                      | Angleterre                  | Italie                    | Allemagne                         |
| --- | ---------------------------- | --------------------------- | ------------------------- | --------------------------------- |
| 1er | Real Madrid (134.000)        | Liverpool FC (99.000)       | Juventus FC (117.000)     | Bayern Munich (136.000)           |
| 2e  | FC Barcelone (128.000)       | Manchester City (116.000)   | Inter Milan (44.000)      | Borussia Dortmund (85.000)        |
| 3e  | Atlético de Madrid (127.000) | Manchester United (100.000) | Atalanta Bergame (33.500) | RB Leipzig (49.000)               |
| 4e  | Séville FC (102.000)         | Chelsea FC (83.000)         | SS Lazio (41.000)         | Borussia Mönchengladbach (26.000) |

|     | France                          | Russie                            |
| --- | ------------------------------- | --------------------------------- |
| 1er | Paris Saint-Germain (113.000)   | Zénith Saint-Pétersbourg (72.000) |
| 2e  | Olympique de Marseille (31.000) | Lokomotiv Moscou (28.500)         |
| 3e  | Stade rennais FC (14.000)       |                                   |

|     | Portugal          | Belgique                | Ukraine                   | Turquie                      | Pays-Bas                |
| --- | ----------------- | ----------------------- | ------------------------- | ---------------------------- | ----------------------- |
| 1er | FC Porto (75.000) | Club Bruges KV (28.500) | Chakhtar Donetsk (85.000) | İstanbul Başakşehir (21.500) | Ajax Amsterdam (69.500) |

| Barrages | Barrages |
| --- | --- |
| - Autriche : Red Bull Salzbourg (53.500) - Tchéquie : Slavia Prague (27.500) | - Grèce : Olympiakos (43.000) |
| Troisième tour de qualification | |
| Aucune entrée | |
| Deuxième tour de qualification | |
| - Croatie : Dinamo Zagreb (33.500) - Danemark : FC Midtjylland (14.500) | - Suisse : BSC Young Boys (25.500) |
| Premier tour de qualification | |
| - Chypre : Omonia Nicosie (5.350) - Serbie : Étoile rouge de Belgrade (22.750) - Écosse : Celtic FC (34.000) - Biélorussie : Dinamo Brest (3.775) - Suède : Djurgårdens IF (4.550) - Norvège : Molde FK (15.000) - Kazakhstan : FK Astana (29.000) - Pologne : Legia Varsovie (17.000) - Azerbaïdjan : Qarabağ FK (21.000) - Israël : Maccabi Tel-Aviv (16.500) - Bulgarie : Ludogorets Razgrad (26.000) - Roumanie : CFR Cluj (12.500) - Slovaquie : Slovan Bratislava (7.000) - Slovénie : NK Celje (2.600) - Hongrie : Ferencváros TC (9.000) - Macédoine du Nord : FK Sileks Kratovo (1.475) - Moldavie : Sheriff Tiraspol (12.750) | - Albanie : KF Tirana (1.475) - Irlande : Dundalk FC (8.500) - Finlande : KuPS (2.500) - Islande : KR Reykjavik (2.500) - Bosnie-Herzégovine : FK Sarajevo (4.750) - Lituanie : Sūduva Marijampolė (6.750) - Lettonie : Riga FC (3.500) - Luxembourg : Fola Esch (4.750) - Arménie : FC Ararat-Armenia (2.500) - Malte : Floriana FC (1.150) - Estonie : Flora Tallinn (4.000) - Géorgie : Dinamo Tbilissi (4.750) - Pays de Galles : Connah's Quay Nomads (3.250) - Monténégro : FK Budućnost Podgorica (4.250) - Îles Féroé : KÍ Klaksvík (2.750) - Gibraltar : Europa FC (2.750) |
| Tour préliminaire | |
| - Irlande du Nord : Linfield FC (4.250) - Kosovo : KF Drita (1.500) | - Andorre : Inter Club d'Escaldes (0.566) - Saint-Marin : SP Tre Fiori (1.500) |

| Barrages |
| --- |
| - Troisièmes du championnat - Russie : FK Krasnodar (35.500) |
| Troisième tour de qualification |
| - Deuxièmes du championnat - Portugal : Benfica Lisbonne (70.000) - Belgique : KAA La Gantoise (39.500) - Ukraine : Dynamo Kiev (55.000) |
| Deuxième tour de qualification |
| - Deuxièmes du championnat - Turquie : Beşiktaş JK (54.000) - Pays-Bas : AZ Alkmaar (18.500) - Autriche : Rapid Vienne (22.000) - Tchéquie : Viktoria Plzeň (34.000) - Grèce : PAOK Salonique (21.000) - Croatie : Lokomotiva Zagreb (4.975) |

## Calendrier
| Nom                                             | Tirage au sort          | Date aller                                        | Date retour                                         | Équipes participantes |
| ----------------------------------------------- | ----------------------- | ------------------------------------------------- | --------------------------------------------------- | --------------------- |
| Phase qualificative (2020)                      |                         |                                                   |                                                     |                       |
| Tour préliminaire                               | 17 juillet à Nyon       | 8 août (demi-finales)                             | 11 août (finale)                                    | 4                     |
| Premier tour de qualification                   | 9 août à Nyon           | 18 et 19 août (matches uniques)                   | 18 et 19 août (matches uniques)                     | 34 (1 + 33)           |
| Deuxième tour de qualification                  | 10 août à Nyon          | 25 et 26 août (matches uniques)                   | 25 et 26 août (matches uniques)                     | 26 (17 + 9)           |
| Troisième tour de qualification                 | 31 août à Nyon          | 15 et 16 septembre (matches uniques)              | 15 et 16 septembre (matches uniques)                | 16 (13 + 3)           |
| Quatrième tour (barrages)                       | 1er septembre à Nyon    | 22 et 23 septembre                                | 29 et 30 septembre                                  | 12 (8 + 4)            |
| Phase de groupes (2020)                         |                         |                                                   |                                                     |                       |
| Journées 1 et 5 Journées 2 et 6 Journées 3 et 4 | 1er octobre à Genève    | 20 et 21 octobre 27 et 28 octobre 3 et 4 novembre | 1er et 2 décembre 8 et 9 décembre 24 et 25 novembre | 32 (6 + 26)           |
| Phase à élimination directe (2021)              |                         |                                                   |                                                     |                       |
| Huitièmes de finale                             | 14 décembre 2020 à Nyon | 16/17 et 23/24 février                            | 9/10 et 16/17 mars                                  | 16                    |
| Quarts de finale                                | 19 mars à Nyon          | 6 et 7 avril                                      | 13 et 14 avril                                      | 8                     |
| Demi-finale                                     | 19 mars à Nyon          | 27 et 28 avril                                    | 4 et 5 mai                                          | 4                     |
| Finale                                          | 19 mars à Nyon          | samedi 29 mai à Istanbul                          | samedi 29 mai à Istanbul                            | 2                     |

## Phase qualificative

### Effets de la pandémie de Covid-19
En raison de la pandémie de Covid-19 en Europe, les règles spéciales suivantes sont applicables à la phase de qualification, du tour préliminaire aux barrages:
- Avant chaque tirage au sort, l'UEFA publie la liste des restrictions de voyage connues liées à la pandémie. Toutes les équipes doivent informer l'UEFA s'il existe d'autres restrictions existantes que celles publiées. Si une équipe ne parvient pas à le faire et que par conséquent le match ne peut pas avoir lieu, l'équipe est considérée comme responsable et perd le match par forfait 0-3.
- Si des restrictions de voyage imposées par le pays de l'équipe à domicile empêchent l'équipe à l'extérieur d'entrer, l'équipe à domicile doit proposer un lieu alternatif permettant au match de se dérouler sans aucune restriction. Sinon, ils sont considérés comme ayant perdu le match.
- Si des restrictions de voyage imposées par le pays de l'équipe à l'extérieur empêchent l'équipe à l'extérieur de partir ou de revenir, l'équipe à domicile doit proposer un autre lieu permettant au match de se dérouler sans aucune restriction. Sinon, l'UEFA décide du lieu.
- Si après le tirage au sort, de nouvelles restrictions imposées par le pays de l'équipe à domicile ou à l'extérieur empêchent le match de se dérouler, l'équipe de ce pays perd le match.
- Si l'une des équipes refuse de jouer le match, elle est considérée comme ayant perdu le match. Si les deux équipes refusent de jouer ou sont responsables de l'absence de match, les deux équipes sont disqualifiées.
- Si une équipe a des joueurs et / ou des officiels testés positifs à la Covid-19 les empêchant de jouer le match avant la date limite fixée par l'UEFA, ils sont considérés comme ayant perdu le match.
- Dans tous les cas, les deux équipes peuvent convenir de jouer le match dans le pays de l'équipe à l'extérieur ou dans un pays neutre, sous réserve de l'approbation de l'UEFA. L'UEFA a l'autorité finale pour décider du lieu d'un match ou pour reprogrammer un match si nécessaire.
- Si, pour une raison quelconque, la phase de qualification ne peut être terminée avant la date limite fixée par l'UEFA, l'UEFA décide des principes régissant la qualification des clubs pour la phase de groupe.
- Quatre pays (Pologne, Hongrie, Grèce et Chypre) ont mis en place des terrains neutres permettant de disputer les matches dans leurs stades sans restrictions.

### Tour préliminaire
Le tirage au sort du tour préliminaire a eu lieu le 17 juillet 2020. Il concerne les champions des quatre associations les moins bien classées au classement UEFA à l'issue de la saison 2018-2019, qui sont l'Irlande du Nord, le Kosovo, Andorre et Saint-Marin. Ce tour prend la forme d'un mini-tournoi à élimination directe sur une seule manche. Les deux vainqueurs des deux premiers matchs s'affrontent ensuite lors d'un match décisif dont le gagnant se qualifie pour le premier tour de qualification. Les trois équipes perdantes sont quant à elles reversées au deuxième tour de qualification de la Ligue Europa.
Les matchs ont lieu le 8 août et le 11 août. L'intégralité de ce tour est disputé au Colovray Stadium à Nyon.
Cette année, les têtes de séries du tour préliminaire sont déterminées non pas avec le Coefficient UEFA des clubs 2020, mais le Coefficient UEFA du pays 2019, les champions de ces quatre pays n'étant pas tous connus à la date du tirage.
| Têtes de série | Têtes de série | -                     | -     |
| -------------- | -------------- | --------------------- | ----- |
| Linfield FC    | 3.875          | Inter Club d'Escaldes | 1.831 |
| KF Drita       | 2.500          | SP Tre Fiori          | 0.666 |

|  | Demi-finale           | Demi-finale           | Demi-finale | Demi-finale |                      |                      | Match décisif | Match décisif | Match décisif | Match décisif |
|  |                       |                       |             |             |                      |                      |               |               |               |               |
|  | 8 août 2020           | 8 août 2020           | 8 août 2020 | 8 août 2020 |                      |                      | Annulé        | Annulé        | Annulé        | Annulé        |
|  | KF Drita              | KF Drita              | 2           | 2           |                      |                      | Annulé        | Annulé        | Annulé        | Annulé        |
|  | KF Drita              | KF Drita              | 2           | 2           |                      |                      | Annulé        | Annulé        | Annulé        | Annulé        |
|  | Inter Club d'Escaldes | Inter Club d'Escaldes | 1           | 1           |                      |                      | Annulé        | Annulé        | Annulé        | Annulé        |
|  | Inter Club d'Escaldes | Inter Club d'Escaldes | 1           | 1           | KF Drita → (forfait) | KF Drita → (forfait) | 0             | 0             |               |               |
|  | 8 août 2020           |                       |             |             | KF Drita → (forfait) | KF Drita → (forfait) | 0             | 0             |               |               |
|  |                       |                       | Linfield FC | Linfield FC | 3                    | 3                    |               |               |               |               |
|  | SP Tre Fiori          | SP Tre Fiori          | Linfield FC | Linfield FC | 3                    | 3                    | 0             | 0             |               |               |
|  | SP Tre Fiori          | SP Tre Fiori          |             |             |                      |                      |               | 0             |               |               |
|  | Linfield FC           | Linfield FC           | 2           | 2           |                      |                      |               |               |               |               |
|  | Linfield FC           | Linfield FC           | 2           | 2           |                      |                      |               |               |               |               |

À la suite de la découverte de deux cas de Covid-19 au sein de l'effectif du KF Drita, la finale est annulée deux heures seulement avant le coup d'envoi de la rencontre. L'UEFA annonce le 12 août 2020 la victoire sur tapis vert 3-0 de Linfield FC. L'équipe nord-irlandaise poursuit donc sa route dans la compétition.

### Premier tour de qualification
Le tirage au sort du premier tour de qualification qui se déroule sur un match simple, a lieu le 9 août 2020. Il concerne les champions des associations classées entre la 20e et la 51e place au classement UEFA (Le Liechtenstein, classé 32e mais qui n'organise aucun championnat cède sa place au 51e), auxquels s'ajoute le vainqueur du tour préliminaire, pour un total de trente-deux équipes à trente-quatre équipes. Les vainqueurs de ce tour se qualifient pour le deuxième tour de qualification tandis que les perdants sont reversés au deuxième tour de qualification de la Ligue Europa.
Les matchs ont lieu les 18 et 19 août.
| Groupe 1                 | Groupe 1       | Groupe 1               | Groupe 1 |
| Têtes de série           | Têtes de série | -                      | -        |
| ------------------------ | -------------- | ---------------------- | -------- |
| Celtic FC                | 34.000         | Djurgårdens IF         | 4.550    |
| Legia Varsovie           | 17.000         | Linfield FC†           | 4.250    |
| Ferencváros TC           | 9.000          | KR Reykjavik           | 2.500    |
| Groupe 2                 |                |                        |          |
| Têtes de série           | Têtes de série | -                      | -        |
| Étoile rouge de Belgrade | 22.750         | Fola Esch              | 4.750    |
| Sheriff Tiraspol         | 12.750         | Connah's Quay Nomads   | 3.250    |
| FK Sarajevo              | 4.750          | Europa FC              | 2.750    |
| Groupe 3                 |                |                        |          |
| Têtes de série           | Têtes de série | -                      | -        |
| Ludogorets Razgrad       | 26.000         | FK Budućnost Podgorica | 4.250    |
| CFR Cluj                 | 12.500         | FC Ararat-Armenia      | 2.500    |
| Omonia Nicosie           | 5.350          | Floriana FC            | 1.150    |
| Groupe 4                 |                |                        |          |
| Têtes de série           | Têtes de série | -                      | -        |
| FK Astana                | 29.000         | Dinamo Brest           | 3.775    |
| Qarabağ FK               | 21.000         | Riga FC                | 3.500    |
| Maccabi Tel-Aviv         | 16.500         | KF Tirana              | 1.475    |
| Dinamo Tbilissi          | 4.750          | FK Sileks Kratovo      | 1.475    |
| Groupe 5                 |                |                        |          |
| Têtes de série           | Têtes de série | -                      | -        |
| Molde FK                 | 15.000         | Flora Tallinn          | 4.000    |
| Dundalk FC               | 8.500          | KÍ Klaksvík            | 2.750    |
| Slovan Bratislava        | 7.000          | NK Celje               | 2.600    |
| Sūduva Marijampolė       | 6.750          | KuPS                   | 2.500    |

† : Équipe vainqueur du tour préliminaire dont l'identité n'est pas connue au moment du tirage au sort. Le coefficient utilisé lors de ce tirage est donc le plus élevé du tour préliminaire. Les équipes en italique ont éliminé une équipe avec un coefficient plus important au tour précédent et bénéficient du coefficient UEFA de celle-ci au moment du tirage.
| Club                     | Score                     | Club               |
| ------------------------ | ------------------------- | ------------------ |
| Ferencváros TC           | 2 – 0                     | Djurgårdens IF     |
| Celtic FC                | 6 – 0                     | KR Reykjavik       |
| Legia Varsovie           | 1 – 0                     | Linfield FC        |
| Sheriff Tiraspol         | 2 – 0                     | Fola Esch          |
| Connah's Quay Nomads     | 0 – 2                     | FK Sarajevo        |
| Étoile rouge de Belgrade | 5 – 0                     | Europa FC          |
| FK Budućnost Podgorica   | 1 – 3                     | Ludogorets Razgrad |
| FC Ararat-Armenia        | 0 – 1                     | Omonia Nicosie     |
| Floriana FC              | 0 – 2                     | CFR Cluj           |
| Maccabi Tel-Aviv         | 2 – 0                     | Riga FC            |
| Qarabağ FK               | 4 – 0                     | FK Sileks Kratovo  |
| Dinamo Tbilissi          | 0 – 2                     | KF Tirana          |
| Dinamo Brest             | 6 – 3                     | FK Astana          |
| Molde FK                 | 5 – 0                     | KuPS               |
| Flora Tallinn            | 1 – 1 ap 2 – 4 tab        | Sūduva Marijampolė |
| NK Celje                 | 3 – 0                     | Dundalk FC         |
| KÍ Klaksvík              | Annulé 3 – 0 (tapis vert) | Slovan Bratislava  |

Le match de qualification entre le KÍ Klaksvík et le ŠK Slovan Bratislava, initialement prévu pour le 19 août 2020, a été reporté au 21 août 2020 en raison de la découverte d'un cas de Covid-19 d'un membre du personnel du ŠK Slovan Bratislava. Cependant le match n'a pas pu être joué deux jours plus tard en raison d'un autre test positif au Covid-19 venant du même club. Un nouveau report n'étant pas envisageable en raison du calendrier, l'UEFA décide, le 24 août 2020, conformément à son règlement relatif au Covid-19, que l'équipe féroïenne de Klaksvik gagne le match sur tapis vert et poursuit sa route en phase préliminaire.

### Deuxième tour de qualification
Le tirage au sort du deuxième tour de qualification a lieu le 10 août 2020, juste après le tirage du premier tour. La phase qualificative se divise à ce moment-là en deux voies distinctes : la voie des Champions et la voie de la Ligue. Comme son nom l'indique, les participants à la première voie sont les champions des associations classées entre la 16e et la 19e place au classement UEFA auxquels s'ajoutent les seize équipes vainqueurs du premier tour de qualification. Quant à la voie de la Ligue, elle se compose des quatre vice-champions des associations classées entre la 12e et la 15e place au classement UEFA. Les deux voies forment un total de vingt-quatre équipes. Les vainqueurs de ce tour se qualifient pour le troisième tour de qualification tandis que les perdants sont reversés au troisième tour de qualification de la Ligue Europa.
Les matchs ont eu lieu les 25 et 26 août.
| Voie des Champions        | Voie des Champions | Voie des Champions  | Voie des Champions |
| Groupe 1                  | Groupe 1           | Groupe 1            | Groupe 1           |
| Têtes de série            | Têtes de série     | -                   | -                  |
| ------------------------- | ------------------ | ------------------- | ------------------ |
| Celtic FC†                | 34.000             | CFR Cluj†           | 12.500             |
| Dinamo Zagreb             | 33.500             | Ferencváros TC †    | 9.000              |
| BSC Young Boys            | 25.500             | KÍ Klaksvík †       | 7.000              |
| Groupe 2                  |                    |                     |                    |
| Têtes de série            | Têtes de série     | -                   | -                  |
| Legia Varsovie†           | 17.000             | NK Celje†           | 8.500              |
| Maccabi Tel-Aviv†         | 16.500             | Sūduva Marijampolė† | 6.750              |
| Molde FK†                 | 15.000             | Omonia Nicosie†     | 5.350              |
| Groupe 3                  |                    |                     |                    |
| Têtes de série            | Têtes de série     | -                   | -                  |
| Dinamo Brest†             | 29.000             | FC Midtjylland      | 14.500             |
| Ludogorets Razgrad†       | 26.000             | Sheriff Tiraspol†   | 12.750             |
| Étoile rouge de Belgrade† | 22.750             | FK Sarajevo†        | 4.750              |
| Qarabağ FK†               | 21.000             | KF Tirana†          | 4.750              |
| Voie de la Ligue          |                    |                     |                    |
| Têtes de série            | Têtes de série     | -                   | -                  |
| Beşiktaş JK               | 54.000             | PAOK Salonique      | 21.000             |
| Viktoria Plzeň            | 34.000             | AZ Alkmaar          | 18.500             |
| Rapid Vienne              | 22.000             | Lokomotiva Zagreb   | 4.975              |

† : Équipe vainqueur du premier tour de qualification dont l'identité n'est pas connue au moment du tirage au sort. Le coefficient utilisé lors de ce tirage est donc le plus élevé du premier tour. Les équipes en italique ont éliminé une équipe avec un coefficient plus important au tour précédent et bénéficient du coefficient UEFA de celle-ci au moment du tirage.
| Voie des Champions | Voie des Champions | Voie des Champions       |
| Club               | Score              | Club                     |
| ------------------ | ------------------ | ------------------------ |
| CFR Cluj           | 2 – 2 ap 5 – 6 tab | Dinamo Zagreb            |
| BSC Young Boys     | 3 – 1              | KÍ Klaksvík              |
| Celtic FC          | 1 – 2              | Ferencváros TC           |
| Sūduva Marijampolė | 0 – 3              | Maccabi Tel-Aviv         |
| Legia Varsovie     | 0 – 2 ap           | Omonia Nicosie           |
| NK Celje           | 1 – 2              | Molde FK                 |
| Ludogorets Razgrad | 0 – 1              | FC Midtjylland           |
| Dinamo Brest       | 2 – 1              | FK Sarajevo              |
| Qarabağ FK         | 2 – 1              | Sheriff Tiraspol         |
| KF Tirana          | 0 – 1              | Étoile rouge de Belgrade |

| Voie de la Ligue  | Voie de la Ligue | Voie de la Ligue |
| Club              | Score            | Club             |
| ----------------- | ---------------- | ---------------- |
| AZ Alkmaar        | 3 – 1 ap         | Viktoria Plzeň   |
| PAOK Salonique    | 3 – 1            | Beşiktaş JK      |
| Lokomotiva Zagreb | 0 – 1            | Rapid Vienne     |

### Troisième tour de qualification
Le tirage au sort du troisième tour de qualification a lieu le 31 août 2020. Ce tour ne voit l'entrée en lice d'aucune équipe pour la voie des Champions. Les dix vainqueurs de la voie des Champions du deuxième tour sont donc les seuls à participer. La voie de la Ligue voit l'entrée des vice-champions des associations classées entre la 7e et la 9e place au classement UEFA, auxquels s'ajoutent les trois vainqueurs de la voie de la Ligue du deuxième tour, pour un total respectif de dix et six équipes. Les vainqueurs de ce tour se qualifient pour le quatrième tour (barrages). Dans le même temps, les perdants de la voie des Champions sont reversés en barrages de la Ligue Europa tandis que les perdants de la voie de la Ligue sont directement reversés dans la phase de groupes de cette même compétition.
Les matchs ont lieu les 15 et 16 septembre.
| Voie des Champions       | Voie des Champions | Voie des Champions | Voie des Champions |
| Têtes de série           | Têtes de série     | -                  | -                  |
| ------------------------ | ------------------ | ------------------ | ------------------ |
| Dinamo Zagreb            | 33.500             | Molde FK           | 15.000             |
| BSC Young Boys           | 25.500             | FC Midtjylland     | 14.500             |
| Étoile rouge de Belgrade | 22.750             | Ferencváros TC     | 9.000              |
| Qarabağ FK               | 21.000             | Omonia Nicosie     | 5.350              |
| Maccabi Tel-Aviv         | 16.500             | Dinamo Brest       | 3.775              |
| Voie de la Ligue         |                    |                    |                    |
| Têtes de série           | Têtes de série     | -                  | -                  |
| Benfica Lisbonne         | 70.000             | Rapid Vienne       | 22.000             |
| Dynamo Kiev              | 55.000             | PAOK Salonique     | 21.000             |
| KAA La Gantoise          | 39.500             | AZ Alkmaar         | 18.500             |

| Voie des Champions | Voie des Champions | Voie des Champions       |
| Club               | Score              | Club                     |
| ------------------ | ------------------ | ------------------------ |
| Ferencváros TC     | 2 – 1              | Dinamo Zagreb            |
| Qarabağ FK         | 0 – 0 ap 5 – 6 tab | Molde FK                 |
| Omonia Nicosie     | 1 – 1 ap 4 – 2 tab | Étoile rouge de Belgrade |
| FC Midtjylland     | 3 – 0              | BSC Young Boys           |
| Maccabi Tel-Aviv   | 1 – 0              | Dinamo Brest             |

| Voie de la Ligue | Voie de la Ligue | Voie de la Ligue |
| Club             | Score            | Club             |
| ---------------- | ---------------- | ---------------- |
| PAOK Salonique   | 2 – 1            | Benfica Lisbonne |
| Dynamo Kiev      | 2 – 0            | AZ Alkmaar       |
| KAA La Gantoise  | 2 – 1            | Rapid Vienne     |

### Quatrième tour (barrages)
Le tirage au sort des barrages a lieu le 1er septembre 2020. Ce tour voit l'entrée en lice, pour la voie des Champions, des champions autrichien, grec et tchèque dont les associations sont classées respectivement entre la 12e et la 14e place au classement UEFA, auxquels s'ajoutent les cinq vainqueurs de la voie des Champions du troisième tour. La voie de la Ligue voit quant à elle l'entrée en lice du troisième de Russie classée à la 6e place au classement UEFA, auxquels s’ajoutent les trois vainqueurs de la voie de la Ligue du troisième tour, pour un total respectif de huit et quatre équipes. Les six vainqueurs de ce tour se qualifient pour la phase de groupes de la Ligue des champions tandis que les perdants sont reversés en phase de groupes de la Ligue Europa.
Les matchs aller ont lieu les 22 et 23 septembre, les matchs retour les 29 et 30 septembre.
| Voie des Champions | Voie des Champions | Voie des Champions | Voie des Champions |
| Têtes de série     | Têtes de série     | -                  | -                  |
| ------------------ | ------------------ | ------------------ | ------------------ |
| Red Bull Salzbourg | 53.500             | FC Midtjylland †   | 25.500             |
| Olympiakos         | 43.000             | Omonia Nicosie †   | 22.750             |
| Ferencváros TC †   | 33.500             | Molde FK †         | 21.000             |
| Slavia Prague      | 27.500             | Maccabi Tel-Aviv † | 16.500             |
| Voie de la Ligue   |                    |                    |                    |
| Têtes de série     | Têtes de série     | -                  | -                  |
| PAOK Salonique †   | 70.000             | KAA La Gantoise †  | 39.500             |
| Dynamo Kiev †      | 55.000             | FK Krasnodar       | 35.500             |

† : Équipe vainqueur du troisième tour de qualification dont l'identité n'est pas connue au moment du tirage au sort. Le coefficient utilisé lors de ce tirage est donc le plus élevé du troisième tour. Les équipes en italique ont éliminé une équipe avec un coefficient plus important au tour précédent et bénéficient du coefficient UEFA de celle-ci au moment du tirage, indiqué ci-dessus.
| Équipe             | Aller              | Total              | Retour             | Équipe             |
| Voie des Champions | Voie des Champions | Voie des Champions | Voie des Champions | Voie des Champions |
| ------------------ | ------------------ | ------------------ | ------------------ | ------------------ |
| Slavia Prague      | 0 – 0              | 1 – 4              | 1 – 4              | FC Midtjylland     |
| Maccabi Tel-Aviv   | 1 – 2              | 2 – 5              | 1 – 3              | Red Bull Salzbourg |
| Olympiakos         | 2 – 0              | 2 – 0              | 0 – 0              | Omonia Nicosie     |
| Molde FK           | 3 – 3              | 3 – 3 E            | 0 – 0              | Ferencváros TC     |
| Voie de la Ligue   |                    |                    |                    |                    |
| FK Krasnodar       | 2 – 1              | 4 – 2              | 2 – 1              | PAOK Salonique     |
| KAA La Gantoise    | 1 – 2              | 1 – 5              | 0 – 3              | Dynamo Kiev        |

## Phase de groupes
La phase de groupes est marquée par l'interruption du match entre le Paris Saint-Germain et İstanbul Başakşehir, le 8 décembre. Le quatrième arbitre, Sebastian Coltescu, est accusé de propos racistes après avoir désigné Pierre Webo, ancien international camerounais et entraîneur adjoint du club stambouliote, par le terme negru (noir en roumain), auprès de l'arbitre principal Ovidiu Hațegan en vue de l'exclure. Les joueurs stambouliotes, bientôt unanimement suivis par leurs adversaires, quitteront la pelouse et refuseront de reprendre la rencontre. Celle-ci n'aura finalement lieu que le lendemain. Avant le coup d'envoi, les vingt-deux joueurs ainsi que l'intégralité du corps arbitral, entièrement remplacé, s'agenouilleront et lèveront le poing au moment où l'hymne de la compétition retentit au Parc des Princes. Le PSG gagnera la rencontre sur le score de 5 buts à 1. L'UEFA investigué sur ce cas et a estimé que Sebastian Colțescu n'avait pas eu de conduite raciste ou discriminatoire. Elle l'a cependant suspendu d'arbitrage pour le reste de la saison, pour avoir eu un « comportement inapproprié » durant ce match.

D'autre part, pour la première fois de l'histoire de la compétition, une arbitre féminine, Stéphanie Frappart, arbitre un match de Ligue des champions. Cette dernière a arbitré le match opposant la Juventus Turin au Dynamo Kiev (3-0).

### Format et tirage au sort
Le tirage au sort de la phase de groupes a lieu le 1er octobre 2020 dans les studios de la Radio télévision suisse à Genève. Les trente-deux équipes participantes sont placées dans quatre chapeaux de huit équipes, sur la base des règles suivantes :
- le chapeau 1 est réservé au tenant du titre, au vainqueur de la Ligue Europa 2019-2020 et aux champions des six meilleures associations sur la base de leur coefficient UEFA en 2019[19].
- les chapeaux 2, 3 et 4 contiennent les équipes restantes, réparties en fonction de leur coefficient UEFA en 2020[20].

Les 32 équipes sont réparties en huit groupes de quatre équipes, avec comme restriction l'impossibilité pour deux équipes d'une même association de figurer dans le même groupe, ainsi que l'impossibilité pour les équipes russes et ukrainiennes d'être tirées dans un même groupe en raison de la guerre russo-ukrainienne.
| Chapeau 1                   | Chapeau 1 | Chapeau 2           | Chapeau 2 | Chapeau 3             | Chapeau 3 | Chapeau 4                | Chapeau 4 |
| --------------------------- | --------- | ------------------- | --------- | --------------------- | --------- | ------------------------ | --------- |
| Bayern Munich Ch T          | 136.000   | FC Barcelone        | 128.000   | Dynamo Kiev           | 55.000    | Lokomotiv Moscou         | 33.000    |
| Séville FC C3               | 102.000   | Atlético de Madrid  | 127.000   | Red Bull Salzbourg Ch | 53.500    | Olympique de Marseille   | 31.000    |
| Real Madrid Ch              | 134.000   | Manchester City     | 116.000   | RB Leipzig            | 49.000    | Club Bruges KV Ch        | 28.500    |
| Liverpool FC Ch             | 99.000    | Manchester United   | 100.000   | Inter Milan           | 44.000    | Borussia Mönchengladbach | 26.000    |
| Juventus FC Ch              | 117.000   | Chakhtar Donetsk Ch | 85.000    | Olympiakos Ch         | 43.000    | İstanbul Başakşehir Ch   | 21.500    |
| Paris Saint-Germain Ch      | 113.000   | Borussia Dortmund   | 85.000    | SS Lazio              | 41.000    | FC Midtjylland Ch        | 14.500    |
| Zénith Saint-Pétersbourg Ch | 64.000    | Chelsea FC          | 83.000    | FK Krasnodar          | 35.500    | Stade rennais FC         | 14.000    |
| FC Porto Ch                 | 75.000    | Ajax Amsterdam Ch   | 69.500    | Atalanta Bergame      | 33.500    | Ferencváros TC Ch        | 9.000     |

T : Tenant du titre
Ch : Champion national
C3 : Vainqueur de la Ligue Europa 2019-2020
- Futur qualifié pour les huitièmes de finale
- Futur repêché en seizièmes de finale de la Ligue Europa

### Matchs et classements
Les jours de match sont fixés les 20 et 21 octobre, les 27 et 28 octobre, les 3 et 4 novembre, les 24 et 25 novembre, les 1er et 2 décembre et les 8 et 9 décembre 2020.

#### Critères de départage
Selon l'article 17.01 du règlement de la compétition, en cas d’égalité de points de plusieurs équipes à l'issue des matches de groupe, les critères suivants sont appliqués dans l'ordre indiqué pour établir leur classement :
1. plus grand nombre de points obtenus dans les matches de groupe disputés entre les équipes concernées ;
2. meilleure différence de buts dans les matches du groupe disputés entre les équipes concernées ;
3. plus grand nombre de buts marqués dans les matches du groupe disputés entre les équipes concernées ;
4. plus grand nombre de buts marqués à l’extérieur dans les matches du groupe disputés entre les équipes concernées ;
5. si, après l’application des critères 1 à 4, plusieurs équipes sont toujours à égalité, les critères 1 à 4 sont à nouveau appliqués exclusivement aux matches entre les équipes concernées afin de déterminer leur classement final. Si cette procédure ne donne pas de résultat, les critères 6 à 12 s’appliquent ;
6. meilleure différence de buts dans tous les matches du groupe ;
7. plus grand nombre de buts marqués dans tous les matches du groupe ;
8. plus grand nombre de buts marqués à l’extérieur dans tous les matches du groupe ;
9. plus grand nombre de victoires dans tous les matches du groupe ;
10. plus grand nombre de victoires à l'extérieur dans tous les matches du groupe ;
11. total le plus faible de points disciplinaires sur la base uniquement des cartons jaunes et des cartons rouges reçus durant tous les matches du groupe (carton rouge = 3 points, carton jaune = 1 point, expulsion pour deux cartons jaunes au cours d'un match = 3 points) ;
12. meilleur coefficient de club.

Légende des classements
- Qualifié pour les huitièmes de finale
- Repêché en seizièmes de finale de la Ligue Europa

Légende des résultats
- Victoire à domicile
- Match nul
- Victoire à l'extérieur

#### Groupe A
| Rang | Équipe             | Pts | J | G | N | P | Bp | Bc | Diff |  | Résultats (▼ dom., ► ext.) |     |     |     |     |
| ---- | ------------------ | --- | - | - | - | - | -- | -- | ---- |  | -------------------------- | --- | --- | --- | --- |
| 1    | Bayern Munich      | 16  | 6 | 5 | 1 | 0 | 18 | 5  | +13  |  | Bayern Munich              |     | 4-0 | 3-1 | 2-0 |
| 2    | Atlético de Madrid | 9   | 6 | 2 | 3 | 1 | 7  | 8  | -1   |  | Atlético de Madrid         | 1-1 |     | 3-2 | 0-0 |
| 3    | Red Bull Salzbourg | 4   | 6 | 1 | 1 | 4 | 10 | 17 | -7   |  | Red Bull Salzbourg         | 2-6 | 0-2 |     | 2-2 |
| 4    | Lokomotiv Moscou   | 3   | 6 | 0 | 3 | 3 | 5  | 10 | -5   |  | Lokomotiv Moscou           | 1-2 | 1-1 | 1-3 |     |

#### Groupe B
| Rang | Équipe                   | Pts | J | G | N | P | Bp | Bc | Diff |  | Résultats (▼ dom., ► ext.) |     |     |     |     |
| ---- | ------------------------ | --- | - | - | - | - | -- | -- | ---- |  | -------------------------- | --- | --- | --- | --- |
| 1    | Real Madrid              | 10  | 6 | 3 | 1 | 2 | 11 | 9  | +2   |  | Real Madrid                |     | 2-0 | 2-3 | 3-2 |
| 2    | Borussia Mönchengladbach | 8   | 6 | 2 | 2 | 2 | 16 | 9  | +7   |  | Borussia Mönchengladbach   | 2-2 |     | 4-0 | 2-3 |
| 3    | Chakhtar Donetsk         | 8   | 6 | 2 | 2 | 2 | 5  | 12 | -7   |  | Chakhtar Donetsk           | 2-0 | 0-6 |     | 0-0 |
| 4    | Inter Milan              | 6   | 6 | 1 | 3 | 2 | 7  | 9  | -2   |  | Inter Milan                | 0-2 | 2-2 | 0-0 |     |

#### Groupe C
| Rang | Équipe                 | Pts | J | G | N | P | Bp | Bc | Diff |  | Résultats (▼ dom., ► ext.) |     |     |     |     |
| ---- | ---------------------- | --- | - | - | - | - | -- | -- | ---- |  | -------------------------- | --- | --- | --- | --- |
| 1    | Manchester City        | 16  | 6 | 5 | 1 | 0 | 13 | 1  | +12  |  | Manchester City            |     | 3-1 | 3-0 | 3-0 |
| 2    | FC Porto               | 13  | 6 | 4 | 1 | 1 | 10 | 3  | +7   |  | FC Porto                   | 0-0 |     | 2-0 | 3-0 |
| 3    | Olympiakós             | 3   | 6 | 1 | 0 | 5 | 2  | 10 | -8   |  | Olympiakós                 | 0-1 | 0-2 |     | 1-0 |
| 4    | Olympique de Marseille | 3   | 6 | 1 | 0 | 5 | 2  | 13 | -11  |  | Olympique de Marseille     | 0-3 | 0-2 | 2-1 |     |

#### Groupe D
| Rang | Équipe           | Pts | J | G | N | P | Bp | Bc | Diff |  | Résultats (▼ dom., ► ext.) |     |     |     |     |
| ---- | ---------------- | --- | - | - | - | - | -- | -- | ---- |  | -------------------------- | --- | --- | --- | --- |
| 1    | Liverpool FC     | 13  | 6 | 4 | 1 | 1 | 10 | 3  | +7   |  | Liverpool FC               |     | 0-2 | 1-0 | 2-0 |
| 2    | Atalanta Bergame | 11  | 6 | 3 | 2 | 1 | 10 | 8  | +2   |  | Atalanta Bergame           | 0-5 |     | 2-2 | 1-1 |
| 3    | Ajax Amsterdam   | 7   | 6 | 2 | 1 | 3 | 7  | 7  | 0    |  | Ajax Amsterdam             | 0-1 | 0-1 |     | 3-1 |
| 4    | FC Midtjylland   | 2   | 6 | 0 | 2 | 4 | 4  | 13 | -9   |  | FC Midtjylland             | 1-1 | 0-4 | 1-2 |     |

#### Groupe E
| Rang | Équipe           | Pts | J | G | N | P | Bp | Bc | Diff |  | Résultats (▼ dom., ► ext.) |     |     |     |     |
| ---- | ---------------- | --- | - | - | - | - | -- | -- | ---- |  | -------------------------- | --- | --- | --- | --- |
| 1    | Chelsea FC       | 14  | 6 | 4 | 2 | 0 | 14 | 2  | +12  |  | Chelsea FC                 |     | 0-0 | 1-1 | 3-0 |
| 2    | Séville FC       | 13  | 6 | 4 | 1 | 1 | 9  | 8  | +1   |  | Séville FC                 | 0-4 |     | 3-2 | 1-0 |
| 3    | FK Krasnodar     | 5   | 6 | 1 | 2 | 3 | 6  | 11 | -5   |  | FK Krasnodar               | 0-4 | 1-2 |     | 1-0 |
| 4    | Stade rennais FC | 1   | 6 | 0 | 1 | 5 | 3  | 11 | -8   |  | Stade rennais FC           | 1-2 | 1-3 | 1-1 |     |

#### Groupe F
| Rang | Équipe                   | Pts | J | G | N | P | Bp | Bc | Diff |  | Résultats (▼ dom., ► ext.) |     |     |     |     |
| ---- | ------------------------ | --- | - | - | - | - | -- | -- | ---- |  | -------------------------- | --- | --- | --- | --- |
| 1    | Borussia Dortmund        | 13  | 6 | 4 | 1 | 1 | 12 | 5  | +7   |  | Borussia Dortmund          |     | 1-1 | 3-0 | 2-0 |
| 2    | SS Lazio                 | 10  | 6 | 2 | 4 | 0 | 11 | 7  | +4   |  | SS Lazio                   | 3-1 |     | 2-2 | 3-1 |
| 3    | Club Bruges KV           | 8   | 6 | 2 | 2 | 2 | 8  | 10 | -2   |  | Club Bruges KV             | 0-3 | 1-1 |     | 3-0 |
| 4    | Zénith Saint-Pétersbourg | 1   | 6 | 0 | 1 | 5 | 4  | 13 | -9   |  | Zénith Saint-Pétersbourg   | 1-2 | 1-1 | 1-2 |     |

#### Groupe G
| Rang | Équipe         | Pts | J | G | N | P | Bp | Bc | Diff |  | Résultats (▼ dom., ► ext.) |     |     |     |     |
| ---- | -------------- | --- | - | - | - | - | -- | -- | ---- |  | -------------------------- | --- | --- | --- | --- |
| 1    | Juventus FC    | 15  | 6 | 5 | 0 | 1 | 14 | 4  | +10  |  | Juventus FC                |     | 0-2 | 3-0 | 2-1 |
| 2    | FC Barcelone   | 15  | 6 | 5 | 0 | 1 | 16 | 5  | +11  |  | FC Barcelone               | 0-3 |     | 2-1 | 5-1 |
| 3    | Dynamo Kiev    | 4   | 6 | 1 | 1 | 4 | 4  | 13 | -9   |  | Dynamo Kiev                | 0-2 | 0-4 |     | 1-0 |
| 4    | Ferencváros TC | 1   | 6 | 0 | 1 | 5 | 5  | 17 | -12  |  | Ferencváros TC             | 1-4 | 0-3 | 2-2 |     |

#### Groupe H
| Rang | Équipe              | Pts | J | G | N | P | Bp | Bc | Diff |  | Résultats (▼ dom., ► ext.) |     |     |     |     |
| ---- | ------------------- | --- | - | - | - | - | -- | -- | ---- |  | -------------------------- | --- | --- | --- | --- |
| 1    | Paris Saint-Germain | 12  | 6 | 4 | 0 | 2 | 13 | 6  | +7   |  | Paris Saint-Germain        |     | 1-0 | 1-2 | 5-1 |
| 2    | RB Leipzig          | 12  | 6 | 4 | 0 | 2 | 11 | 12 | -1   |  | RB Leipzig                 | 2-1 |     | 3-2 | 2-0 |
| 3    | Manchester United   | 9   | 6 | 3 | 0 | 3 | 15 | 10 | +5   |  | Manchester United          | 1-3 | 5-0 |     | 4-1 |
| 4    | İstanbul Başakşehir | 3   | 6 | 1 | 0 | 5 | 7  | 18 | -11  |  | İstanbul Başakşehir        | 0-2 | 3-4 | 2-1 |     |

## Phase à élimination directe

### Qualification et tirage au sort
Pour le tirage des huitièmes de finale, les huit premiers de groupe du tour précédent sont têtes de série et reçoivent pour le match retour, ils ne peuvent donc pas se rencontrer.
Deux équipes d'une même association nationale ne peuvent pas non plus se rencontrer en huitièmes de finale, de même que deux équipes issues du même groupe. Cette limitation est levée à partir des quarts de finale.
| Groupe | 1er (tête de série) | 2e                       |
| ------ | ------------------- | ------------------------ |
| A      | Bayern Munich       | Atlético de Madrid       |
| B      | Real Madrid         | Borussia Mönchengladbach |
| C      | Manchester City     | FC Porto                 |
| D      | Liverpool FC        | Atalanta Bergame         |
| E      | Chelsea FC          | Séville FC               |
| F      | Borussia Dortmund   | SS Lazio                 |
| G      | Juventus FC         | FC Barcelone             |
| H      | Paris Saint-Germain | RB Leipzig               |

Le tirage au sort des huitièmes de finale a lieu le 14 décembre 2020.

### Huitièmes de finale
Les matchs aller se jouent les 16-17 et 23-24 février, et les matchs retour les 9-10 et 16-17 mars 2021.
| Équipe                   | Aller | Total  | Retour   | Équipe              |
| ------------------------ | ----- | ------ | -------- | ------------------- |
| Borussia Mönchengladbach | 0 – 2 | 0 – 4  | 0 – 2    | Manchester City     |
| SS Lazio                 | 1 – 4 | 2 – 6  | 1 – 2    | Bayern Munich       |
| Atlético de Madrid       | 0 – 1 | 0 – 3  | 0 – 2    | Chelsea FC          |
| RB Leipzig               | 0 – 2 | 0 – 4  | 0 – 2    | Liverpool FC        |
| FC Porto                 | 2 – 1 | 4e – 4 | 2 – 3 ap | Juventus FC         |
| FC Barcelone             | 1 – 4 | 2 – 5  | 1 – 1    | Paris Saint-Germain |
| Séville FC               | 2 – 3 | 4 – 5  | 2 – 2    | Borussia Dortmund   |
| Atalanta Bergame         | 0 – 1 | 1 – 4  | 1 – 3    | Real Madrid         |

### Quarts de finale
Le tirage au sort des quarts de finale a lieu le 19 mars 2021. Les matchs aller se jouent le 6 et 7 avril et les matchs retour le 13 et 14 avril 2021.
| Équipe          | Aller | Total  | Retour | Équipe              |
| --------------- | ----- | ------ | ------ | ------------------- |
| Manchester City | 2 – 1 | 4 – 2  | 2 – 1  | Borussia Dortmund   |
| FC Porto        | 0 – 2 | 1 – 2  | 1 – 0  | Chelsea FC          |
| Bayern Munich   | 2 – 3 | 3 – 3e | 1 – 0  | Paris Saint-Germain |
| Real Madrid     | 3 – 1 | 3 – 1  | 0 – 0  | Liverpool FC        |

### Demi-finales
Les matchs aller se jouent les 27 et 28 avril, et les matchs retour les 4 et 5 mai 2021.
| Équipe              | Aller | Total | Retour | Équipe          |
| ------------------- | ----- | ----- | ------ | --------------- |
| Paris Saint-Germain | 1 – 2 | 1 – 4 | 0 – 2  | Manchester City |
| Real Madrid         | 1 – 1 | 1 – 3 | 0 – 2  | Chelsea FC      |

### Finale
La finale se dispute sur une seule rencontre, le samedi 29 mai 2021, à Porto au Portugal, au Stade du Dragon.
| Équipe 1        | Score | Équipe 2   |
| --------------- | ----- | ---------- |
| Manchester City | 0 – 1 | Chelsea FC |

### Tableau final
|  | Huitièmes de finale      | Huitièmes de finale      | Huitièmes de finale | Huitièmes de finale |                     |                     | Quarts de finale | Quarts de finale | Quarts de finale | Quarts de finale |  |  | Demi-finales | Demi-finales | Demi-finales | Demi-finales |  |  | Finale                               | Finale | Finale | Finale |
|  |                          |                          |                     |                     |                     |                     |                  |                  |                  |                  |  |  |              |              |              |              |  |  |                                      |        |        |        |
|  |                          |                          |                     |                     |                     |                     |                  |                  |                  |                  |  |  |              |              |              |              |  |  | 29 mai 2021 - Stade du Dragon, Porto |        |        |        |
|  | SS Lazio                 | SS Lazio                 | 1                   | 1                   |                     |                     |                  |                  |                  |                  |  |  |              |              |              |              |  |  |                                      |        |        |        |
|  | SS Lazio                 | SS Lazio                 | 1                   | 1                   |                     |                     |                  |                  |                  |                  |  |  |              |              |              |              |  |  |                                      |        |        |        |
|  | Bayern Munich            | Bayern Munich            | 4                   | 2                   |                     |                     |                  |                  |                  |                  |  |  |              |              |              |              |  |  |                                      |        |        |        |
|  | Bayern Munich            | Bayern Munich            | 4                   | 2                   | Bayern Munich       | Bayern Munich       | 2                | 1                |                  |                  |  |  |              |              |              |              |  |  |                                      |        |        |        |
|  |                          |                          |                     |                     | Bayern Munich       | Bayern Munich       | 2                | 1                |                  |                  |  |  |              |              |              |              |  |  |                                      |        |        |        |
|  |                          |                          | Paris Saint-Germain | Paris Saint-Germain | 3                   | 0E                  |                  |                  |                  |                  |  |  |              |              |              |              |  |  |                                      |        |        |        |
|  | FC Barcelone             | FC Barcelone             | Paris Saint-Germain | Paris Saint-Germain | 3                   | 0E                  | 1                | 1                |                  |                  |  |  |              |              |              |              |  |  |                                      |        |        |        |
|  | FC Barcelone             | FC Barcelone             |                     |                     |                     |                     |                  | 1                |                  |                  |  |  |              |              |              |              |  |  |                                      |        |        |        |
|  | Paris Saint-Germain      | Paris Saint-Germain      | 4                   | 1                   |                     |                     |                  |                  |                  |                  |  |  |              |              |              |              |  |  |                                      |        |        |        |
|  | Paris Saint-Germain      | Paris Saint-Germain      | 4                   | 1                   | Paris Saint-Germain | Paris Saint-Germain | 1                | 0                |                  |                  |  |  |              |              |              |              |  |  |                                      |        |        |        |
|  |                          |                          |                     |                     | Paris Saint-Germain | Paris Saint-Germain | 1                | 0                |                  |                  |  |  |              |              |              |              |  |  |                                      |        |        |        |
|  |                          |                          | Manchester City     | Manchester City     | 2                   | 2                   |                  |                  |                  |                  |  |  |              |              |              |              |  |  |                                      |        |        |        |
|  | Borussia Mönchengladbach | Borussia Mönchengladbach | Manchester City     | Manchester City     | 2                   | 2                   | 0                | 0                |                  |                  |  |  |              |              |              |              |  |  |                                      |        |        |        |
|  | Borussia Mönchengladbach | Borussia Mönchengladbach |                     |                     |                     |                     |                  | 0                |                  |                  |  |  |              |              |              |              |  |  |                                      |        |        |        |
|  | Manchester City          | Manchester City          | 2                   | 2                   |                     |                     |                  |                  |                  |                  |  |  |              |              |              |              |  |  |                                      |        |        |        |
|  | Manchester City          | Manchester City          | 2                   | 2                   | Manchester City     | Manchester City     | 2                | 2                |                  |                  |  |  |              |              |              |              |  |  |                                      |        |        |        |
|  |                          |                          |                     |                     | Manchester City     | Manchester City     | 2                | 2                |                  |                  |  |  |              |              |              |              |  |  |                                      |        |        |        |
|  |                          |                          | Borussia Dortmund   | Borussia Dortmund   | 1                   | 1                   |                  |                  |                  |                  |  |  |              |              |              |              |  |  |                                      |        |        |        |
|  | Séville FC               | Séville FC               | Borussia Dortmund   | Borussia Dortmund   | 1                   | 1                   | 2                | 2                |                  |                  |  |  |              |              |              |              |  |  |                                      |        |        |        |
|  | Séville FC               | Séville FC               |                     |                     |                     |                     |                  | 2                |                  |                  |  |  |              |              |              |              |  |  |                                      |        |        |        |
|  | Borussia Dortmund        | Borussia Dortmund        | 3                   | 2                   |                     |                     |                  |                  |                  |                  |  |  |              |              |              |              |  |  |                                      |        |        |        |
|  | Borussia Dortmund        | Borussia Dortmund        | 3                   | 2                   | Manchester City     | Manchester City     | 0                | 0                |                  |                  |  |  |              |              |              |              |  |  |                                      |        |        |        |
|  |                          |                          |                     |                     | Manchester City     | Manchester City     | 0                | 0                |                  |                  |  |  |              |              |              |              |  |  |                                      |        |        |        |
|  |                          |                          | Chelsea FC          | Chelsea FC          | 1                   | 1                   |                  |                  |                  |                  |  |  |              |              |              |              |  |  |                                      |        |        |        |
|  | Atalanta Bergame         | Atalanta Bergame         | Chelsea FC          | Chelsea FC          | 1                   | 1                   | 0                | 1                |                  |                  |  |  |              |              |              |              |  |  |                                      |        |        |        |
|  | Atalanta Bergame         | Atalanta Bergame         |                     |                     |                     |                     |                  | 1                |                  |                  |  |  |              |              |              |              |  |  |                                      |        |        |        |
|  | Real Madrid              | Real Madrid              | 1                   | 3                   |                     |                     |                  |                  |                  |                  |  |  |              |              |              |              |  |  |                                      |        |        |        |
|  | Real Madrid              | Real Madrid              | 1                   | 3                   | Real Madrid         | Real Madrid         | 3                | 0                |                  |                  |  |  |              |              |              |              |  |  |                                      |        |        |        |
|  |                          |                          |                     |                     | Real Madrid         | Real Madrid         | 3                | 0                |                  |                  |  |  |              |              |              |              |  |  |                                      |        |        |        |
|  |                          |                          | Liverpool FC        | Liverpool FC        | 1                   | 0                   |                  |                  |                  |                  |  |  |              |              |              |              |  |  |                                      |        |        |        |
|  | RB Leipzig               | RB Leipzig               | Liverpool FC        | Liverpool FC        | 1                   | 0                   | 0                | 0                |                  |                  |  |  |              |              |              |              |  |  |                                      |        |        |        |
|  | RB Leipzig               | RB Leipzig               |                     |                     |                     |                     |                  | 0                |                  |                  |  |  |              |              |              |              |  |  |                                      |        |        |        |
|  | Liverpool FC             | Liverpool FC             | 2                   | 2                   |                     |                     |                  |                  |                  |                  |  |  |              |              |              |              |  |  |                                      |        |        |        |
|  | Liverpool FC             | Liverpool FC             | 2                   | 2                   | Real Madrid         | Real Madrid         | 1                | 0                |                  |                  |  |  |              |              |              |              |  |  |                                      |        |        |        |
|  |                          |                          |                     |                     | Real Madrid         | Real Madrid         | 1                | 0                |                  |                  |  |  |              |              |              |              |  |  |                                      |        |        |        |
|  |                          |                          | Chelsea FC          | Chelsea FC          | 1                   | 2                   |                  |                  |                  |                  |  |  |              |              |              |              |  |  |                                      |        |        |        |
|  | FC Porto                 | FC Porto                 | Chelsea FC          | Chelsea FC          | 1                   | 2                   | 2                | 2E               |                  |                  |  |  |              |              |              |              |  |  |                                      |        |        |        |
|  | FC Porto                 | FC Porto                 |                     |                     |                     |                     |                  | 2E               |                  |                  |  |  |              |              |              |              |  |  |                                      |        |        |        |
|  | Juventus FC              | Juventus FC              | 1                   | 3ap                 |                     |                     |                  |                  |                  |                  |  |  |              |              |              |              |  |  |                                      |        |        |        |
|  | Juventus FC              | Juventus FC              | 1                   | 3ap                 | FC Porto            | FC Porto            | 0                | 1                |                  |                  |  |  |              |              |              |              |  |  |                                      |        |        |        |
|  |                          |                          |                     |                     | FC Porto            | FC Porto            | 0                | 1                |                  |                  |  |  |              |              |              |              |  |  |                                      |        |        |        |
|  |                          |                          | Chelsea FC          | Chelsea FC          | 2                   | 0                   |                  |                  |                  |                  |  |  |              |              |              |              |  |  |                                      |        |        |        |
|  | Atlético de Madrid       | Atlético de Madrid       | Chelsea FC          | Chelsea FC          | 2                   | 0                   | 0                | 0                |                  |                  |  |  |              |              |              |              |  |  |                                      |        |        |        |
|  | Atlético de Madrid       | Atlético de Madrid       |                     |                     |                     |                     |                  | 0                |                  |                  |  |  |              |              |              |              |  |  |                                      |        |        |        |
|  | Chelsea FC               | Chelsea FC               | 1                   | 2                   |                     |                     |                  |                  |                  |                  |  |  |              |              |              |              |  |  |                                      |        |        |        |
|  | Chelsea FC               | Chelsea FC               | 1                   | 2                   |                     |                     |                  |                  |                  |                  |  |  |              |              |              |              |  |  |                                      |        |        |        |
|  |                          |                          |                     |                     |                     |                     |                  |                  |                  |                  |  |  |              |              |              |              |  |  |                                      |        |        |        |

## Statistiques, classements et prix

### Classements des buteurs et des passeurs décisifs
Statistiques officielles de l'UEFA, rencontres de la phase qualificative exclues.
| Rang | Buteur               | Club                     | Buts | Passes | Minutes jouées |
| ---- | -------------------- | ------------------------ | ---- | ------ | -------------- |
| 1    | Erling Braut Haaland | Borussia Dortmund        | 10   | 2      | 705            |
| 2    | Kylian Mbappé        | Paris SG                 | 8    | 3      | 900            |
| 3    | Neymar               | Paris SG                 | 6    | 3      | 746            |
| 4    | Álvaro Morata        | Juventus FC              | 6    | 1      | 597            |
| 5    | Mohamed Salah        | Liverpool FC             | 6    | 1      | 781            |
| 6    | Olivier Giroud       | Chelsea FC               | 6    | 0      | 257            |
| 7    | Youssef En-Nesyri    | FC Séville               | 6    | 0      | 386            |
| 8    | Marcus Rashford      | Manchester United        | 6    | 0      | 416            |
| 9    | Karim Benzema        | Real Madrid              | 6    | 0      | 842            |
| 10   | Alassane Pléa        | Borussia Mönchengladbach | 5    | 3      | 540            |

| Rang | Passeur         | Club                     | Passes | Buts | Minutes jouées |
| ---- | --------------- | ------------------------ | ------ | ---- | -------------- |
| 1    | Juan Cuadrado   | Juventus FC              | 6      | 0    | 551            |
| 2    | Kevin De Bruyne | Manchester City          | 4      | 3    | 609            |
| 3    | Joshua Kimmich  | Bayern Munich            | 4      | 1    | 617            |
| 4    | Ángel Di María  | Paris SG                 | 4      | 1    | 697            |
| 5    | Kylian Mbappé   | Paris SG                 | 3      | 8    | 900            |
| 6    | Neymar          | Paris SG                 | 3      | 6    | 746            |
| 7    | Alassane Pléa   | Borussia Mönchengladbach | 3      | 5    | 540            |
| 8    | Kingsley Coman  | Bayern Munich            | 3      | 3    | 459            |
| 9    | Angeliño        | RB Leipzig               | 3      | 3    | 627            |
| 10   | Phil Foden      | Manchester City          | 3      | 2    | 386            |

### Classements par équipes
Statistiques officielles de l'UEFA, rencontres de la phase qualificative exclues.
| Rang | Club                     | Buts | Buts/match | Matchs joués |
| ---- | ------------------------ | ---- | ---------- | ------------ |
| 1    | Bayern Munich            | 27   | 2,7        | 10           |
| 2    | Manchester City          | 25   | 1,92       | 13           |
| 3    | Chelsea FC               | 23   | 1,77       | 13           |
| 4    | Paris Saint-Germain      | 22   | 1,83       | 12           |
| 5    | Real Madrid              | 19   | 1,58       | 12           |
| 6    | Borussia Dortmund        | 19   | 1,9        | 10           |
| 7    | Juventus FC              | 18   | 2,25       | 8            |
| 7    | FC Barcelone             | 18   | 2,25       | 8            |
| 9    | Borussia Mönchengladbach | 16   | 2          | 8            |
| 10   | Liverpool FC             | 15   | 1,5        | 10           |
| 10   | FC Porto                 | 15   | 1,5        | 10           |
| 12   | Manchester United        | 15   | 2,5        | 6            |
| 13   | Séville FC               | 13   | 1,63       | 8            |
| 13   | Lazio Rome               | 13   | 1,63       | 8            |
| 15   | RB Leipzig               | 11   | 1,38       | 8            |
| 15   | Atalanta Bergame         | 11   | 1,38       | 8            |
| 17   | Red Bull Salzbourg       | 10   | 1,67       | 6            |
| 18   | Club Bruges              | 8    | 1,33       | 6            |
| 19   | Atlético de Madrid       | 7    | 0,88       | 8            |
| 20   | Ajax Amsterdam           | 7    | 1,17       | 6            |
| 20   | Istanbul Başakşehir      | 7    | 1,17       | 6            |
| 20   | Inter Milan              | 7    | 1,17       | 6            |
| 23   | FK Krasnodar             | 6    | 1          | 6            |
| 24   | Chakhtar Donetsk         | 5    | 0,83       | 6            |
| 24   | Lokomotiv Moscou         | 5    | 0,83       | 6            |
| 24   | Ferencváros              | 5    | 0,83       | 6            |
| 27   | Dynamo Kiev              | 4    | 0,67       | 6            |
| 27   | Zénith Saint-Pétersbourg | 4    | 0,67       | 6            |
| 27   | Midtjylland              | 4    | 0,67       | 6            |
| 30   | Stade rennais            | 3    | 0,5        | 6            |
| 31   | Olympique de Marseille   | 2    | 0,33       | 6            |
| 31   | Olympiakos               | 2    | 0,33       | 6            |

| Rang | Club                     | Buts encaissés | Buts encaissés/match | Matchs joués |
| ---- | ------------------------ | -------------- | -------------------- | ------------ |
| 1    | Chelsea FC               | 4              | 0,3                  | 13           |
| 2    | Manchester City          | 5              | 0,38                 | 13           |
| 3    | Liverpool FC             | 6              | 0,6                  | 10           |
| 4    | Ajax Amsterdam           | 7              | 1,16                 | 6            |
| 5    | Juventus FC              | 8              | 1                    | 8            |
| 6    | FC Porto                 | 9              | 0,9                  | 10           |
| 7    | Inter Milan              | 9              | 1,5                  | 6            |
| 8    | Bayern Munich            | 10             | 1                    | 10           |
| 9    | FC Barcelone             | 10             | 1,25                 | 8            |
| 10   | Manchester United        | 10             | 1,66                 | 6            |
| 10   | Lokomotiv Moscou         | 10             | 1,66                 | 6            |
| 10   | Olympiakos               | 10             | 1,66                 | 6            |
| 10   | Club Bruges              | 10             | 1,66                 | 6            |
| 14   | Atlético de Madrid       | 11             | 1,37                 | 8            |
| 15   | Stade rennais            | 11             | 1,83                 | 6            |
| 15   | FK Krasnodar             | 11             | 1,83                 | 6            |
| 17   | Atalanta Bergame         | 12             | 1,5                  | 8            |
| 18   | Chakhtar Donetsk         | 12             | 2                    | 6            |
| 19   | Borussia Dortmund        | 13             | 1,3                  | 10           |
| 20   | Séville FC               | 13             | 1,62                 | 8            |
| 20   | Borussia Mönchengladbach | 13             | 1,62                 | 8            |
| 20   | Lazio Rome               | 13             | 1,62                 | 8            |
| 23   | Zénith Saint-Pétersbourg | 13             | 2,16                 | 6            |
| 23   | Dynamo Kiev              | 13             | 2,16                 | 6            |
| 23   | Midtjylland              | 13             | 2,16                 | 6            |
| 23   | Olympique de Marseille   | 13             | 2,16                 | 6            |
| 27   | Real Madrid              | 14             | 1,16                 | 12           |
| 28   | Paris Saint-Germain      | 15             | 1,25                 | 12           |
| 29   | RB Leipzig               | 16             | 2                    | 8            |
| 30   | Ferencváros              | 17             | 2,83                 | 6            |
| 30   | Red Bull Salzbourg       | 17             | 2,83                 | 6            |
| 32   | Istanbul Başakşehir      | 18             | 3                    | 6            |

### Hommes du match
| Club                     | Score               | Club                     | Joueur                                    |
| Huitièmes de finale      | Huitièmes de finale | Huitièmes de finale      | Huitièmes de finale                       |
| ------------------------ | ------------------- | ------------------------ | ----------------------------------------- |
| FC Barcelone             | 1 – 4               | Paris Saint-Germain      | Kylian Mbappé ( Paris Saint-Germain)      |
| RB Leipzig               | 0 – 2               | Liverpool FC             | Mohamed Salah ( Liverpool FC)             |
| FC Porto                 | 2 – 1               | Juventus FC              | Sérgio Oliveira ( FC Porto)               |
| Séville FC               | 2 – 3               | Borussia Dortmund        | Erling Braut Haaland ( Borussia Dortmund) |
| Atlético de Madrid       | 0 – 1               | Chelsea FC               | Olivier Giroud ( Chelsea FC)              |
| SS Lazio                 | 1 – 4               | Bayern Munich            | Robert Lewandowski ( Bayern Munich)       |
| Atalanta Bergame         | 0 – 1               | Real Madrid              | Ferland Mendy ( Real Madrid)              |
| Borussia Mönchengladbach | 0 – 2               | Manchester City          | João Cancelo ( Manchester City)           |
| Juventus FC              | 3 – 2               | FC Porto                 | Sérgio Oliveira ( FC Porto)               |
| Borussia Dortmund        | 2 – 2               | Séville FC               | Erling Braut Haaland ( Borussia Dortmund) |
| Paris Saint-Germain      | 1 – 1               | FC Barcelone             | Keylor Navas ( Paris Saint-Germain)       |
| Liverpool FC             | 2 – 0               | RB Leipzig               | Fabinho ( Liverpool FC)                   |
| Real Madrid              | 3 – 1               | Atalanta Bergame         | Luka Modrić ( Real Madrid)                |
| Manchester City          | 2 – 0               | Borussia Mönchengladbach | Kevin De Bruyne ( Manchester City)        |
| Chelsea FC               | 2 – 0               | Atlético de Madrid       | N'Golo Kanté ( Chelsea FC)                |
| Bayern Munich            | 2 – 1               | SS Lazio                 | Joshua Kimmich ( Bayern Munich)           |
| Quarts de finale         |                     |                          |                                           |
| Manchester City          | 2 – 1               | Borussia Dortmund        | Kevin De Bruyne ( Manchester City)        |
| Real Madrid              | 3 – 1               | Liverpool FC             | Vinícius Júnior ( Real Madrid)            |
| FC Porto                 | 0 – 2               | Chelsea FC               | Jorginho ( Chelsea FC)                    |
| Bayern Munich            | 2 – 3               | Paris Saint-Germain      | Kylian Mbappé ( Paris Saint-Germain)      |
| Paris Saint-Germain      | 0 – 1               | Bayern Munich            | Neymar ( Paris Saint-Germain)             |
| Chelsea FC               | 0 – 1               | FC Porto                 | Christian Pulisic ( Chelsea FC)           |
| Liverpool FC             | 0 – 0               | Real Madrid              | Casemiro ( Real Madrid)                   |
| Borussia Dortmund        | 1 – 2               | Manchester City          | İlkay Gündoğan ( Manchester City)         |
| Demi-finales             |                     |                          |                                           |
| Real Madrid              | 1 – 1               | Chelsea FC               | N'Golo Kanté ( Chelsea FC)                |
| Paris Saint-Germain      | 1 – 2               | Manchester City          | Kevin De Bruyne ( Manchester City)        |
| Manchester City          | 2 – 0               | Paris Saint-Germain      | Rúben Dias ( Manchester City)             |
| Chelsea FC               | 2 – 0               | Real Madrid              | N'Golo Kanté ( Chelsea FC)                |
| Finale                   |                     |                          |                                           |
| Manchester City          | 0 – 1               | Chelsea FC               | N'Golo Kanté ( Chelsea FC)                |

### Joueurs de la semaine
| Journée                    | Joueur               | Club                 |
| -------------------------- | -------------------- | -------------------- |
| Journée 1                  | Kingsley Coman       | Bayern Munich        |
| Journée 2                  | Marcus Rashford      | Manchester United FC |
| Journée 3                  | Diogo Jota           | Liverpool FC         |
| Journée 4                  | Dušan Tadić          | Ajax Amsterdam       |
| Journée 5                  | Olivier Giroud       | Chelsea FC           |
| Journée 6                  | Neymar               | Paris Saint-Germain  |
| Huitièmes de finale aller  | Kylian Mbappé        | Paris Saint-Germain  |
| Huitièmes de finale aller  | Robert Lewandowski   | Bayern Munich        |
| Huitièmes de finale retour | Erling Braut Haaland | Borussia Dortmund    |
| Huitièmes de finale retour | Luka Modrić          | Real Madrid          |
| Quarts de finale aller     | Vinícius Júnior      | Real Madrid          |
| Quarts de finale retour    | Neymar               | Paris Saint-Germain  |
| Demi-finales aller         | N'Golo Kanté         | Chelsea FC           |
| Demi-finales retour        | Riyad Mahrez         | Manchester City      |
| Finale                     | N'Golo Kanté         | Chelsea FC           |

### Équipes-types

#### Squad of the Season
| Gardien                                | Défenseurs                                                                       | Milieux                                                                                                 | Attaquants                                                                        |
| -------------------------------------- | -------------------------------------------------------------------------------- | --- | --------------------------------------------------------------------------------- |
| Thibaut Courtois Ederson Édouard Mendy | César Azpilicueta Rúben Dias Marquinhos Antonio Rüdiger Ben Chilwell David Alaba | Jorginho Mason Mount N'Golo Kanté Kevin De Bruyne İlkay Gündoğan Luka Modrić Sérgio Oliveira Phil Foden | Erling Haaland Kylian Mbappé Robert Lewandowski Karim Benzema Neymar Lionel Messi |

Les 23 joueurs ont été désignés par les observateurs techniques de l'UEFA : Packie Bonner, Cosmin Contra, Corinne Diacre, Dušan Fitzel, Steffen Freund, Robbie Keane, Roberto Martínez, Ginés Meléndez, John Peacock, Gareth Southgate et Patrick Vieira.

#### Fantasy Football Team of the Season
| Gardien       | Défenseurs                                               | Milieux                            | Attaquants                                       |
| ------------- | -------------------------------------------------------- | ---------------------------------- | ------------------------------------------------ |
| Édouard Mendy | César Azpilicueta Rúben Dias Antonio Rüdiger Kyle Walker | Phil Foden Jorginho İlkay Gündoğan | Kylian Mbappé Erling Braut Haaland Mohamed Salah |

L'équipe de la saison est composée des joueurs ayant marqué le plus grand nombre de points au jeu Fantasy UEFA Champions League, présenté par PlayStation, au cours de la saison.

## Nombre d'équipes par association et par tour
L'ordre des fédérations est établi suivant le classement UEFA des pays en 2020.
| Espagne      |       |                         | +4  | 4 Atlético, Barcelone, Real, Séville         | 4 Atlético, Barcelone, Real, Séville         | 1 Real                          | 1 Real               |                      |  |  |
| Angleterre   |       |                         | +4  | 4 Chelsea, Liverpool, Man. City, Man. United | 3 Chelsea, Liverpool, Man. City              | 3 Chelsea, Liverpool, Man. City | 2 Chelsea, Man. City | 2 Chelsea, Man. City |  |  |
| Allemagne    |       |                         | +4  | 4 Bayern, Dortmund, Leipzig, Mönchengladbach | 4 Bayern, Dortmund, Leipzig, Mönchengladbach | 2 Bayern, Dortmund              |                      |                      |  |  |
| Italie       |       |                         | +4  | 4 Atalanta, Inter, Juventus, Lazio           | 3 Atalanta, Juventus, Lazio                  |                                 |                      |                      |  |  |
| France       |       |                         | +3  | 3 Marseille, Paris, Rennes                   | 1 Paris                                      | 1 Paris                         | 1 Paris              |                      |  |  |
| Russie       |       | 1 Krasnodar             | +2  | 3 Krasnodar, Lokomotiv, Zénith               |                                              |                                 |                      |                      |  |  |
| Portugal     |       |                         | +1  | 1 Porto                                      | 1 Porto                                      | 1 Porto                         |                      |                      |  |  |
| Ukraine      |       | 1 Kiev                  | +1  | 2 Donetsk, Kiev                              |                                              |                                 |                      |                      |  |  |
| Belgique     |       | 1 La Gantoise           | +1  | 1 Bruges                                     |                                              |                                 |                      |                      |  |  |
| Turquie      |       |                         | +1  | 1 Başakşehir                                 |                                              |                                 |                      |                      |  |  |
| Pays-Bas     |       |                         | +1  | 1 Ajax                                       |                                              |                                 |                      |                      |  |  |
| Autriche     |       | 1 Salzbourg             |     | 1 Salzbourg                                  |                                              |                                 |                      |                      |  |  |
| Rép. tchèque |       | 1 Slavia                |     |                                              |                                              |                                 |                      |                      |  |  |
| Grèce        |       | 2 Olympiakos, Salonique |     | 1 Olympiakos                                 |                                              |                                 |                      |                      |  |  |
| Danemark     |       | 1 Midtjylland           |     | 1 Midtjylland                                |                                              |                                 |                      |                      |  |  |
| Chypre       |       | 1 Nicosie               |     |                                              |                                              |                                 |                      |                      |  |  |
| Norvège      |       | 1 Molde                 |     |                                              |                                              |                                 |                      |                      |  |  |
| Israël       |       | 1 Tel-Aviv              |     |                                              |                                              |                                 |                      |                      |  |  |
| Hongrie      |       | 1 Ferencváros           |     | 1 Ferencváros                                |                                              |                                 |                      |                      |  |  |
| Total        | Total | 12                      | +26 | 32                                           | 16                                           | 8                               | 4                    | 2                    |  |  |